# 楊在韶
楊在韶（？年—？年），廣東潮州府大埔縣人，由乾隆三十三年戊子科舉人，乾隆五十四年署順慶府通判。是一位政治人物，明清時曾在四川順慶府岳池縣（位於今四川東北部，武周萬歲通天二年分南充、相如二縣置，是一個千年古縣）擔任官吏。